# Lista siturilor arheologice din județul Caraș-Severin - E
Lista siturilor arheologice din județul Caraș-Severin - E conține toate siturile arheologice din județul Caraș-Severin înscrise în Repertoriul Arheologic Național (RAN) și aflate în localități al căror nume începe cu litera E. RAN este administrat de Ministerul Culturii și Patrimoniului Național și cuprinde date științifice, cartografice, topografice, imagini și planuri, precum și orice alte informații privitoare la zonele cu potențial arheologic, studiate sau nu, încă existente sau dispărute.
Puteți căuta un sit din localitățile care încep cu litera E folosind formularul de mai jos sau puteți naviga prin toate siturile din județ la Lista siturilor arheologice din județul Caraș-Severin.
| Cod RAN     | Denumire | Localitate                              | Adresă          | Datare                      | Descoperit | Coordonate | Imagine           | Erori            |
| ----------- | --- | --------------------------------------- | --------------- | --------------------------- | ---------- | ---------- | ----------------- | ---------------- |
| 54555.01.01 | Situl arheologic de la Ersig / ansamblu anonim (Categorie: locuire) (Tip: Necropolă)                                         | sat Ersig, comuna Vermeș                |                 |                             |            |            | Încărcați imagine | Raportați eroare |
| 54555.01.02 | Situl arheologic de la Ersig / ansamblu anonim (Categorie: locuire) (Tip: Locuire)                                           | sat Ersig, comuna Vermeș                |                 | romană sec. III - IV p.Chr. |            |            | Încărcați imagine | Raportați eroare |
| 54555.01.03 | Situl arheologic de la Ersig / ansamblu anonim (Categorie: locuire) (Tip: Locuire)                                           | sat Ersig, comuna Vermeș                |                 |                             |            |            | Încărcați imagine | Raportați eroare |
| 53719.01.01 | Așezarea Coțofeni de la Eftimie Murgu / ansamblu anonim (Categorie: locuire civilă) (Tip: Așezare)                           | sat Eftimie Murgu, comuna Eftimie Murgu |                 | Coțofeni                    |            |            | Încărcați imagine | Raportați eroare |
| 53719.02.01 | Drumul roman de la Eftimie Murgu - "La Mănăstire / ansamblu anonim (Categorie: construcție) (Tip: Drum)                      | sat Eftimie Murgu, comuna Eftimie Murgu | La Mănăstire    | romană                      |            |            | Încărcați imagine | Raportați eroare |
| 53719.03.01 | Monede romane de la Eftimie Murgu - "Fața Rușnicului / ansamblu anonim (Categorie: descoperire izolată) (Tip: Depozit)       | sat Eftimie Murgu, comuna Eftimie Murgu | Fața Rușnicului | romană                      |            |            | Încărcați imagine | Raportați eroare |
| 53719.04.01 | Descoperiri funerare la Eftimie Murgu - "La Spânzurători / ansamblu anonim (Categorie: descoperire funerară) (Tip: Sarcofag) | sat Eftimie Murgu, comuna Eftimie Murgu | La Spânzurători | romană                      | 1895       |            | Încărcați imagine | Raportați eroare |
| 53719.05.01 | Urme romane la Eftimie Murgu - "La Comoară / ansamblu anonim (Categorie: neprecizată) (Tip: neprecizat)                      | sat Eftimie Murgu, comuna Eftimie Murgu | La Comoară      | romană                      |            |            | Încărcați imagine | Raportați eroare |
| 54555.02.01 | Movilele medievale de la Ersig / ansamblu anonim (Categorie: neprecizată) (Tip: Movilă)                                      | sat Ersig, comuna Vermeș                |                 |                             |            |            | Încărcați imagine | Raportați eroare |
| 52767.01.01 | Movilele de la Ezeriș / ansamblu anonim (Categorie: neprecizată) (Tip: Movilă)                                               | sat Ezeriș, comuna Ezeriș               |                 |                             |            |            | Încărcați imagine | Raportați eroare |